# 莫姆贝雅
莫姆贝雅是葡萄牙贝雅区的一个堂区。总面积55.54平方公里，总人口445人，人口密度8人/平方公里。